# Municipio de Cantamayec
El Municipio de Cantamayec es uno de los 106 municipios del estado mexicano de Yucatán. Su cabecera municipal es la localidad homónima de Cantamayec.

## Toponimia
En lengua maya, Cantamayec significa literalmente, los 4 avisperos o panales de Tamay, por derivarse de los vocablos Can, 4, Tamay, un apellido aún en uso, y Ec, panal.

## Algunas fechas históricas
- Siglo XVII y siglo XVII, es administrado bajo el régimen de encomiendas.
- 1825: Cantamayec pasa a formar parte del partido de Beneficios bajos, cuya cabecera es Sotuta.
- 1917: El 18 de enero se eleva a la categoría de municipio libre.
- 1930: Cholul, localidad perteneciente al municipio, adquiere la categoría de pueblo.
- 1940: Nenelá, localidad también perteneciente al municipio, adquiere la categoría de pueblo.

## Demografía

### Localidades
| Localidad       | Población | Hombres | Mujeres |
| --------------- | --------- | ------- | ------- |
| Total Municipio | 2.283     | 1.191   | 1.092   |
| Cantamayec      | 1.608     | 861     | 747     |
| Cholul          | 395       | 192     | 203     |
| Nenelá          | 223       | 109     | 114     |
| Otros           | 57        | 35      | 22      |

### Grupos étnicos
De acuerdo a los resultados del conteo de población y vivienda del 2005, en el municipio de Cantamayec habitan un total de 1868 personas que hablan el idioma maya.

## Atractivos turísticos
Se encuentran, entre otros el templo construido en el siglo XVII en donde se venera a San Luis ubicado en la cabecera municipal; templo católico venerando a San Miguel Arcángel, que data del siglo XVIII.
Existe también una pequeña pero interesante zona arqueológica denominada Ohican, localizada en los límites del municipio.